# Phoenix (volleybalvereniging)
Volleybalvereniging Phoenix is een volleybalvereniging uit Zaltbommel. 

## Geschiedenis
Op 9 of 10 november 1909 werd de Zalt-Bommelse Gymnastiekvereniging Olympia opgericht. Bij de oprichting was de heer Wouters, leraar aan de H.B.S. te Zaltbommel betrokken. Na vijftien jaar fuseerde de vereniging, op 1 mei 1924, met de Zalt-Bommelsche Voetbalvereniging Zalt-Bommel, zelf opgericht in 1917. De nieuwe vereniging kreeg als naam de Zalt-Bommelsche Gymnastiekvereniging Olympia. De voetbalsectie bleef gebruik maken van de eigen naam: Voetbalvereniging Zaltbommel. Naast voetbal en gymnastiek kende de vereniging later ook nog een afdeling volleybal (vanaf ca. 1957), badminton (vanaf ca.1960) en atletiek in 1970.
Sinds 1 januari 1976 is het een zelfstandige vereniging.

## Naamgeving
De naam Phoenix vindt zijn oorsprong in de Egyptische mythologie en heeft betrekking op een vogel, die zichzelf verbrandde en daarna verjongd uit zijn eigen as herrees.

## Bommelbeach
Sinds 2004 organiseert de vereniging ook een Beachvolleybal-toernooi. Traditioneel wordt dit toernooi gehouden tijdens het pinksterweekend.

## Nevobo
Aangesloten bij de Nederlandse Volleybal Bond (NeVoBo), koninklijk goedgekeurd 25 mei 1976.

## Competitieresultaten

### 1e Heren team
| 6 PC |

| 7 PC |

| 10 PC |

| 7 PC |

| 12 PC |

| 6 1D |

| 1¤ 1D |

| 3 1D |

| 1¤ 1D |

| 2~ 1D |

| 6 1B |

| 7+ 1A |

| XX |

| 1@ RT |

| 1@ RT |

| 1@ RT |

| 3@ RT |

### 1e Dames team
| 3 1D |

| 6 1D |

| 4 1D |

| 3 1D |

| 10 1D |

| ? |

| ? |

| 10 1D |

| 6 1B |

| 9 1D |

| 10 1B |

| 10+ 1C |

| XX |

| 6 1D |

| 10 1D |

| 10 1D |

| 1 2J |

| Promotieklasse | Eerste klasse | Tweede klasse | Recreanten Topklasse |

¤ Wel kampioen, maar geen gebruik gemaakt van promotie

~ Geen gebruik gemaakt van PD-wedstrijden

@ Winnaar beker

PC = Promotieklasse C

1x = 1e Klasse (x = poule)

RT = Recreanten Topklasse
+ Seizoen 2019-2020 is voortijdig afgebroken ivm de Corona-uitbraak. Op 18 maart 2020 bepaalde de Nevobo dat de competities van de Top-divisie en lager niet verder uit te spelen (Op 22 maart werd ook bekend dat de Eredivisie ook niet uitgespeeld zou worden). 
Seizoen 2020-2021 is geen competitie gespeeld ivm Corona.